# Акимбеков, Абдурахман Мухамедкулович
Абдурахман Мухамедкулович Акимбеков (род. 1925) — советский передовик производства, формовщик Джамбулского завода запасных частей Министерства тракторного и сельскохозяйственного машиностроения СССР. Герой Социалистического Труда (1966).

## Биография
Родился в 1925 году в Джамбулской области Казахской ССР в казахской семье.
В 1941 году А. М. Акимбеков закончил девять классов сельской школы и  Карсакпайскую школу фабрично-заводского обучения. С 1941 года во время начала Великой Отечественной войны А. М. Акимбеков был призван по мобилизации в ряды Красной армии, участник Великой Отечественной войны.
С 1949 года после демобилизации из рядов Советской армии, начал  работать формовщиком на Джамбульском заводе запасных частей, как формовщик занимался на заводе выпуском товаров народного потребления, а также различных запчастей к комбайнам, сеялкам, тракторам, завод работал и на оборонную промышленность занимался выпуском запчастей для военной техники.
А. М. Акимбеков был высокопрофессиональным специалистом в своей области и рационализатором, его рационализаторское предложение отливать в одной опоке по четыре тракторные втулки, а не по восемь как было изначально, позволило в процессе работы сократить количество брака не менее чем в десять раз. А. М. Акимбеков постоянно выполнял и перевыполнял взятые на себя обязательства, причём перевыполнение плана не влияло на качество выпускаемой им продукции.
11 января 1957 года  Указом Президиума Верховного Совета СССР «за трудовые заслуги»  Абдурахман Мухамедкулович Акимбеков был награждён Медалью «За трудовую доблесть».
С 1959 по 1965 годы, заданный государством семилетний план А. М. Акимбеков выполнил за пятилетний срок, а план 1965 года был выполнен им на сто двадцать шесть процентов.
5 августа 1966 года Указом Президиума Верховного Совета СССР «за особые заслуги в выполнении заданий семилетнего плана и достижение высоких производственных показателей»  Абдурахман Мухамедкулович Акимбеков был удостоен звания Героя Социалистического Труда со вручением Ордена Ленина и золотой медали «Серп и Молот».
В последующем, до ухода на заслуженный отдых А. М. Акимбеков работал контрольным мастером литейного цеха Джамбульского завода запасных частей.
После выхода на пенсию проживал в городе Джамбул.

## Награды
- Медаль «Серп и Молот» (05.08.1966)
- Орден Ленина (05.08.1966)
- Медаль «За трудовую доблесть» (11.01.1957)